# L'Abolition de l'esclavage dans les colonies françaises en 1848
L'Abolition de l'esclavage dans les colonies françaises en 1848 ou L'Émancipation des Noirs ou Proclamation de la liberté des Noirs aux colonies ou Proclamation de la libération des Noirs aux Antilles est un tableau du peintre français François-Auguste Biard réalisé en 1848.
Cette huile sur toile de grande taille est conservée au château de Versailles.
Elle représente une société coloniale dans laquelle vient d'être proclamé le décret du 27 avril 1848 qui abolit l'esclavage dans l'Empire français. On assiste à la scène de l'émancipation du peuple esclave. La scène est centrée sur deux esclaves noirs qui s'enlacent, avec des chaînes brisées, image de leur liberté nouvellement acquise.

## Histoire

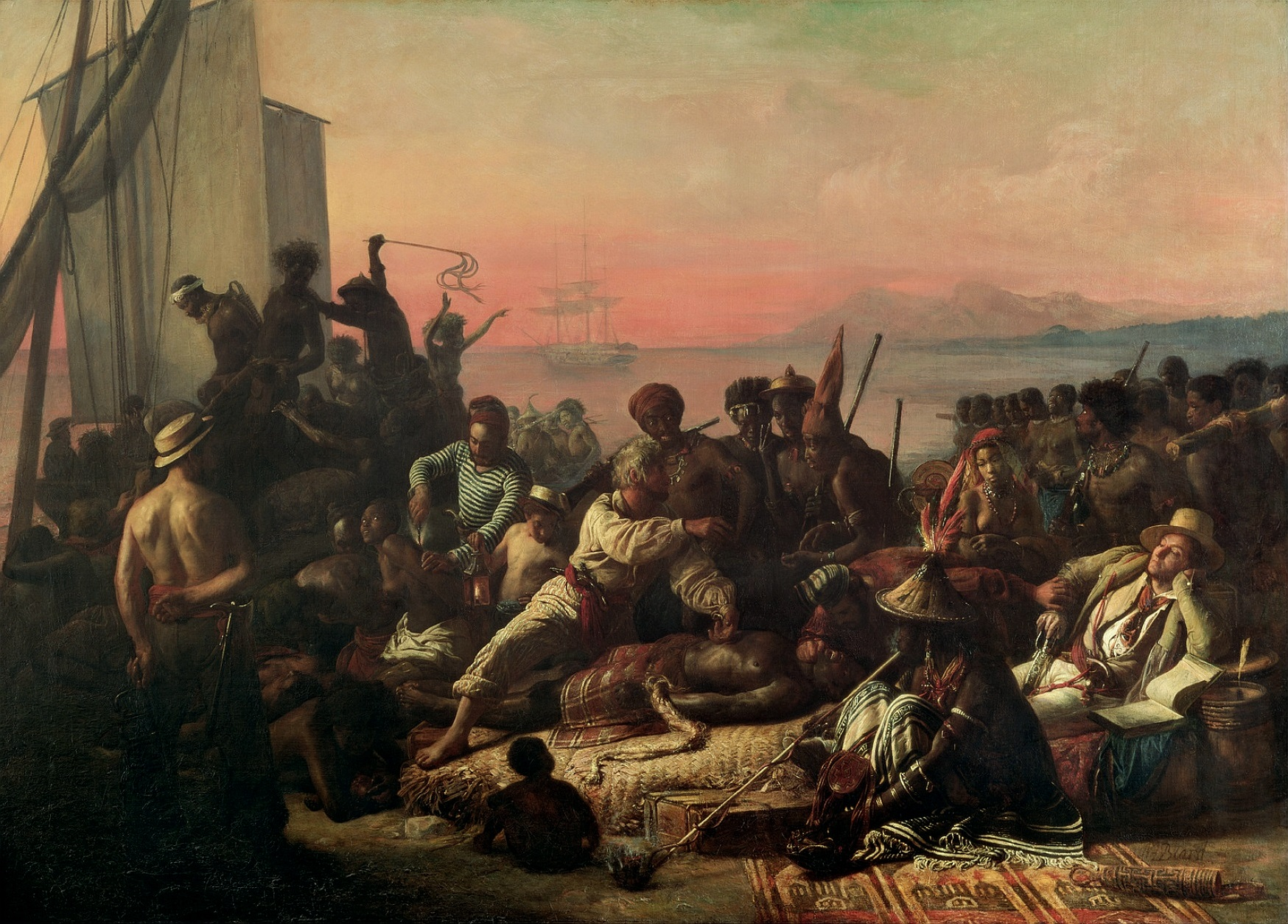
Premier tableau de Biard sur la traite des esclaves en 1835, évoqué par Guimbaud.

Biard, habitué des commandes passées par le roi Louis-Philippe Ier, se trouve dépourvu lorsque la Révolution de 1848 fait tomber le roi et voit l'instauration de la Deuxième République,. Toutefois, selon Louis Guimbaud (de), il s'adapte rapidement :

« François-Thérèse-Auguste Biard s'adapta le premier aux événements. Ceux-ci le privaient des commandes royales. Il se souvint d'avoir peint et vendu, vers 1835, une Traite des noirs. Il rechercha dans ses cartons les études de ce tableau, les mit au goût du jour et finit par en tirer une Libération des esclaves, qu'il porta chez Lamartine. L'histoire ne dit pas si le biographe de Toussaint Louverture acheta le nouveau chef-d'œuvre. C'est grand dommage. »

La correspondance de Lamartine ne mentionne pas ce tableau, mais il pourrait tout de même en avoir recommandé l'achat. Pour d'autres auteurs, il s'agit d'une commande de la direction des Beaux-Arts du ministère de l'Intérieur,, ce qui est contesté dans le sens où il s'agirait d'une « fausse » commande.
Il est en tous cas établi que le tableau est présenté au Salon de 1849 (no 167),, puis acquis par l'État le 11 juin 1849 pour 2 400 francs. Il est envoyé à Clermont-Ferrand le 15 juin 1850.
Le tableau est aujourd'hui conservé au musée de l'Histoire de France, au château de Versailles.
On le retrouve sous différents titres :
- L'Abolition de l'esclavage dans les colonies françaises en 1848 ;
- L'Émancipation des Noirs[1],[2] ;
- Proclamation de la liberté des Noirs aux colonies[5],[7] ;
- Proclamation de la libération des Noirs aux Antilles[10].

Il est exposé à la Bibliothèque nationale en 1948 pour le centenaire de la révolution de 1848, puis dans l'exposition The European Vision of America pour le bicentenaire des États-Unis à la National Gallery of Art de Washington (7 décembre 1975 – 15 février 1976), au Museum of Art de Cleveland (28 avril – 8 août 1976) et au Grand Palais à Paris (17 septembre 1976 – 3 janvier 1977),.
Il est prêté à plusieurs reprises en 1998 pour le 150e anniversaire de la deuxième abolition, notamment au palais de l'Élysée pour la réception présidée par Jacques Chirac, président de la République,, ainsi qu'à la Martinique et au Musée national des Arts et Traditions populaires (MNATP).
Il fait partie des œuvres présentées en 2019 lors de l'exposition Le Modèle noir, de Géricault à Matisse au musée d'Orsay.

## Description
Le tableau est une huile sur toile de 260 × 392 cm.
Le lieu dans lequel se déroule l'action n'est pas précisé, mais il s'agit vraisemblablement d'une île colonisée, compte tenu du paysage et de la végétation, composée notamment de palmiers.
Les personnages représentés sur le tableau se répartissent en plusieurs groupes,.
À gauche, sur une estrade, des troupes de marine brandissent le drapeau de la France derrière le délégué du gouvernement venu proclamer le décret. Celui-ci, une écharpe tricolore nouée autour de la taille, lève son chapeau de son bras gauche pour montrer le drapeau, tandis qu'il tient le décret dans sa main droite.
Le reste du tableau est occupé par la société coloniale à qui le décret est proclamé. Au centre, un couple d'esclaves libérés émerge, les yeux tournés vers le ciel : la femme enlace l'homme, qui brandit ses chaînes brisées, symbole de la liberté qu'ils viennent d'obtenir. Autour d'eux, des planteurs et leur famille assistent à la scène, tandis que des esclaves assis ou agenouillés se prosternent au pied du délégué du gouvernement ou, pour l'une d'elles, devant deux femmes vêtues de blanc, ses anciennes propriétaires, qui lui adressent un geste protecteur. Les esclaves sont pour la plupart torse nu ou seins nus. On distingue aussi dans la foule des gens de couleur libres.

## Analyse
Avec ce tableau, Biard passe pour un abolitionniste, mais il est plus probablement attiré dans la représentation de cet événement par une recherche de l'exotisme et de la peinture d'histoire.
Selon Nelly Schmidt,, la composition du tableau, où « tout le monde est présent », « insiste de manière particulière sur le principe de « réconciliation sociale », jugé indispensable à la reprise des travaux agricoles et à la prospérité coloniale après les festivités de la liberté : anciens esclaves et anciens maîtres célèbrent, dans un même élan, la mesure républicaine parisienne ».
Lilian Thuram et Pascal Blanchard, dans la postface Corps noir, regard blanc du catalogue de l'exposition Le Modèle noir au musée d'Orsay en 2019, en livrent la critique suivante, :

« Ce tableau glorifie l'action des Blancs qui libèrent les Noirs. Comme si c'était leur idée, comme si les Noirs n'y étaient pour rien. Comme si les révoltes n'avaient pas existé. »

Pap Ndiaye souligne également le manque de réalité historique du tableau, car au moment de l'abolition, les esclaves avaient déjà obtenu de facto leur libération de par leur propre lutte ; l'historien met en exergue la dimension politique du tableau et sa volonté d'écrire l'histoire officielle. De même, Françoise Vergès déplore que le tableau mette en scène « la liberté blanche libérant la servitude noire » et « masque l'histoire complexe de l'esclavage colonial ».

## Postérité
Ce tableau est très utilisé pour illustrer l'abolition de 1848, notamment dans les manuels scolaires, et la littérature jeunesse.